# 紅石榴糖漿

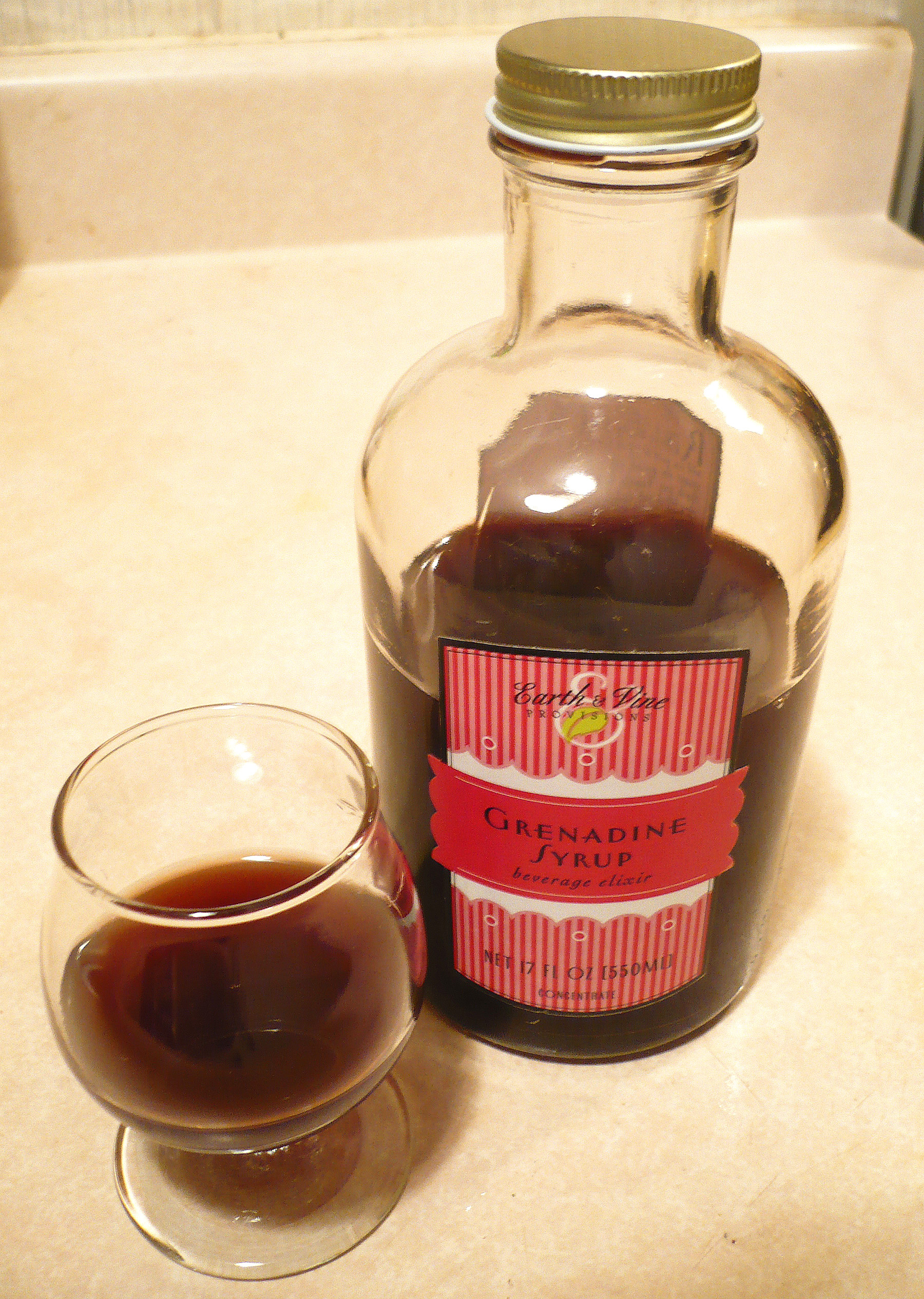
一瓶零售紅石榴糖漿

紅石榴糖漿或红果糖漿（Grenadine）是一種常用於調酒的糖漿，為飲品增甜及加入鮮紅色光澤。「Grenadine」一字源於法語的「grenade」，意即「石榴」，石榴汁正是傳統紅石榴糖漿的主要原料，其他材料還有糖和額外的水再濃縮和過濾而成。其他的紅石榴糖漿配方有櫻桃汁、紅加侖汁、黑莓汁或覆盆子汁等再添加其他增甜劑。現代工業生產的紅石榴糖漿多為人工化學糖漿，特別是高果糖漿調以人工調味劑和人工食用色素。